# Fossombronia
Fossombronia es un género de hepáticas perteneciente a la familia Fossombroniaceae. Comprende 89 especies descritas y de estas, solo 63 aceptadas.

## Taxonomía
Fossombronia fue descrita por Giuseppe Raddi y publicado en Jungermanniografia Etrusca 29. 1818. La especie tipo es: Fossombronia angulosa (Dicks.) Raddi	

## Algunas especies
- Fossombronia alaskana Steere & Inoue
- Fossombronia alata G.A.M. Scott & D. C. Pike
- Fossombronia angulifolia Perold
- Fossombronia angulosa (Dicks.) Raddi
- Fossombronia areolata G.A.M. Scott & D. C. Pike
- Fossombronia australinipponica Horik.
- Fossombronia brasiliensis Stephani
- Fossombronia caespitiformis De Not. ex Rabenh.